# 외교 혁명
외교 혁명(外交 革命, 영어: Diplomatic Revolution, 독일어: Umkehrung der Allianzen, 프랑스어: Révolution diplomatique)은 1756년에 일어난 유럽의 국제 외교에 중요한 전환을 가져다 준 사건이다. 구체적으로는 17세기 이후의 대립 관계였고, 천적이었던 오스트리아 합스부르크 왕가와 프랑스의 부르봉 왕가가 7년 전쟁 이전에 동맹을 맺은 것을 말한다. 배경에는 영국과 프랑스의 200년 전통의 세계적인 항쟁(‘제2차 백년 전쟁’)과 합스부르크 로트링겐 왕가가 되고 나서의 오스트리아와 신흥 프러시아와의 항쟁이라는 두 대립 축이 있었다.

## 개요

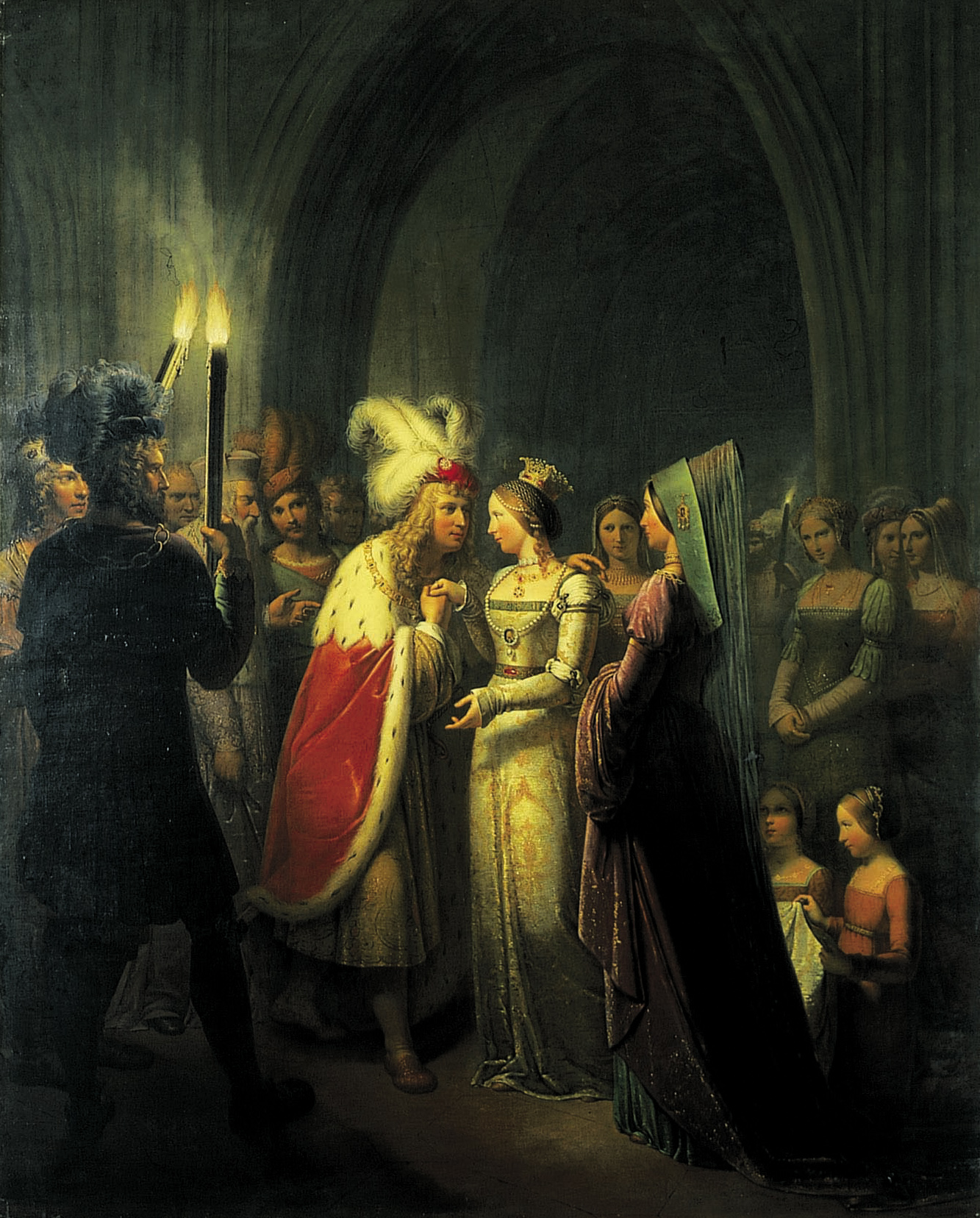
막시밀리안과 마리의 결혼（19세기 그림）

오스트리아의 합스부르크 왕조와 프랑스의 부르봉 왕조의 대립은 15세기로 거슬러 올라간다. 합스부르크가 출신의 신성 로마 황제 막시밀리안 1세가 부르고뉴의 후계자 마리와 결혼하여 프랑스를 격파한 것이다. 또한 프랑스 측이 마리의 사후 프랑스의 왕 루이 11세의 선동에 의해 부르고뉴 공작으로서의 권한을 잃었던 막시밀리안의 딸 마르가레테를 납치나 다름없이 샤를 8세의 왕비로 삼았고, 막시밀리안 1세의 안 드 브르타뉴와 재혼을 막고 안 드 브르타뉴와 결혼을 한 후, 마르가레테를 인질로 잡아 둔 것 등에서 양국의 갈등이 시작됐다. 또는 마리의 아버지 샤를 1세와 루이 11세와의 대립이 기원으로 더 적합할 수도 있다.
15세기 말엽부터 16세기에 걸쳐서는 이탈리아 전쟁에서 합스부르크의 카를 5세와 발루아 가문의 프랑수아 1세가 대립했다. 16세기 초, 카를 5세는 스페인 왕 카를로스로 합스부르크에서 영접을 받아 스페인에서도 합스부르크 왕조가 시작되었다. 프랑스는 동서의 합스부르크 세력으로부터 협공을 받을 수 있는 상태가 되었으며, 오랫동안 양가는 몇 겹이나 결혼을 거듭하면서도 라이벌 관계에 있었다. 프랑스가 부르봉 왕조로 바뀌었지만, 17세기 후반부터 18세기 초반의 루이 14세의 침략 전쟁도 합스부르크 영토를 위협하고 있었다.
17세기 초반, 30년 전쟁에서도 프랑스는 구교 국가이면서 반합스부르크 성향의 신교 세력과 동맹을 맺었다. 또한 18세기의 스페인 왕위 계승 전쟁, 폴란드 왕위 계승 전쟁, 오스트리아 왕위 계승 전쟁에서도 양국은 서로 앙숙처럼 싸웠다.

## 배경

### 합스부르크 왕가
1740년부터 1748년에 걸친 오스트리아 왕위 계승 전쟁에서 오스트리아의 합스부르크 왕가는 신흥 프러시아에 패배하여 슐레지엔 지방을 상실했다. 이 패배의 충격은 당시까지의 이탈리아 전쟁, 30년 전쟁, 스페인 왕위 계승 전쟁 등을 통해 계속 맞서 온 프랑스보다 중요한 적이 프로이센(프러시아)이라는 인식을 당시 오스트리아 재상 카우니츠 등에게 안겨주었다. 또한 그때까지의 주요 동맹 상대국이었던 영국도 이 전쟁에서 보여준 태도에 불신감을 주었다. 이러한 것이 오스트리아의  합스부르크 왕가가 프랑스의 부르봉 왕가에 접근을 하게 된 요인이 되었다. 이것이 이후 독일 제후의 실망을 초래하였으며, 합스부르크가 이탈한 원인이 되었다.

### 부르봉 왕가
한편, 당초 프랑스의 부르봉 왕가는 오스트리아의 합스부르크 왕가와의 제휴에 적극적이지 않았다. 부르봉 왕가와 합스부르크 왕가가 제휴하기로 태도를 바꾼 이유는 다음과 같은 국제 관계의 이해에서 찾을 수 있다.
오스트리아 왕위 계승 전쟁에서 반합스부르크 왕가의 세력이었던 프로이센은 프랑스를 지원했다. 한편, 신대륙, 인도 등지에서 프랑스와 대립하고 있던 영국(대영 제국)은 오스트리아를 지원하는 태도를 견지했었다. 따라서 영국과 프로이센은 대립 관계에 있었다. 이런 가운데 독일 하노버 슈바이크 뤼네부르크 출신인 영국 국왕 조지 2세가 프로이센이 하노버를 편들 것을 우려했다. 프로이센을 견제하기 위해 영국은 1755년에 러시아와 〈상트페테르부르크 협약〉을 맺고 프로이센이 하노버를 공격할 경우, 러시아가 프로이센을 공격하는데 동의했다. 이것을 두려워 한 프로이센이 영국에 접근했고, 이듬해 1756년 1월 16일, 〈제4차 웨스트민스터 조약〉을 맺고 하노버를 공격하지 않겠다고 약속했다.
이상과 같은 경위로, 프랑스는 프랑스와 대립 관계에 있는 영국에 접근한 프로이센에게 배신당했다는 느낌을 가졌다. 그리하여 1756년 5월 1일에 〈베르사유 조약〉이 성립되어 부르봉 왕가(프랑스)와 합스부르크가(오스트리아) 사이에 방어 동맹을 맺기에 이르렀다. 그 결과 프랑스 왕태자(이후 루이 16세)와 오스트리아 황녀 마리 앙투아네트(마리아 테레지아의 딸)와 결혼으로 이어졌다.

## 과정
‘외교 혁명’을 추진한 주역은 마리아 테레지아의 두터운 신뢰를 받고 있었던 카우니츠 백작이었다. 카우니츠는 오스트리아 왕위 계승 전쟁 이후 프랑스 주재 대사로 부임했고, 루이 15세의 궁정에서 실력을 발휘했던 왕의 애첩 퐁파두르 후작 부인을 움직여 불오 동맹을 단행했다.

## 영향과 의의
17세기 이후 부르봉 왕가(프랑스)에게 가장 큰 적은 합스부르크(오스트리아)로 간주되었다. 따라서 프랑스 외교의 기본 노선은 독일과 이탈리아 국가, 폴란드, 스웨덴, 오스만 같은 오스트리아에 인접 국가들과 동맹 관계를 맺고 오스트리아의 합스부르크 왕가를 견제하거나 경우에 따라서는 무력을 행사한다는 가정이었다. ‘외교 혁명’은 이렇게 1세기 이상 지속된 국제 관계의 근본적인 틀에 중대한 변화를 가져왔다. 거기에는 식민지 무역을 둘러싼 영국과의 오랜 대립이 있었다. 또한 프로이센의 부상도 양국에게는 우려되는 상황이었다. ‘외교 혁명’ 이후에 일어난 7년 전쟁에서 부르봉 · 합스부르크의 양가가 동맹 관계를 맺고, 영국 · 프로이센과 싸운 것이다.
여기에서 반합스부르크 세력에게 주변 국가들이 협력하는 구조는 완전히 무너졌다. 프랑스에게 오스트리아를 협공하기 위해서 폴란드는 중요한 우방이었지만, 7년 전쟁 이후 프로이센의 주도로 폴란드 분할이 이뤄지는 등 기존의 국제 질서는 재편이 가속되었다.
1770년, 프랑스 왕태자 루이와 마리 앙투아네트는 결혼식을 올리게 된다.

## 같이 보기
- 7년 전쟁
- 제2차 백년 전쟁

## 참고 문헌
- 아리사카 순 (2004년 4월). “프리드리히 대왕의 7년 전쟁”. 《역사군상》 (학습연구사).
- 오노 마유미 (1975년 2월). 《세계의 역사8 : 절대군주와 인민》. 中公文庫. 중앙공론사. ISBN 4-265-04401-8.